# Државе чланице НАТО-а
Организација Сјеверноатлантског споразума (енгл. North Atlantic Treaty Organization, фр. Organisation du traité de l'Atlantique nord) или верз. скр. НАТО (енгл. NATO, фр. OTAN), позната и као Сјеверноатлантски савез (енгл. North Atlantic Alliance), међународни је војни савез који се састоји од 32 државе чланице из Европе и Сјеверне Америке. Основан је потписивањем Сјеверноатлантског споразума 4. априла 1949. године. У члану 5. споразума наводи се да ако дође до оружаног напада на једну државу потписницу споразума, то ће се сматрати нападом на све чланице, и остале потписнице ће помоћи нападнутој чланици, својим оружаним снагама ако је потребно.
Од 32 чланице, двије се налазе у Сјеверној Америци (Канада и Сједињене Америчке Државе), док се осталих 30 налази у Европи. Све чланице имају војску, осим Исланда који нема типичну војску (али има обалску стражу и малу јединицу цивилних специјалаца за НАТО операције). Три чланице НАТО-а су нуклеарне силе: Француска, Уједињено Краљевство и Сједињене Државе. НАТО је првобитно имао 12 држава чланица, а од 18. фебруара 1952. до 6. маја 1955, још три државе постају чланице, а четврта чланица постаје 30. маја 1982. Послије завршетка Хладног рата, још 16 држава постају чланице НАТО-а (10 бивших чланица Варшавског пакта, 4 бивше републике СФРЈ, као и раније неутралне Финска и Шведска) у периоду од 1999. до 2024. године.

## Оснивање и промјене у чланству
НАТО је од свог оснивања 1949. године девет пута примао нове чланице, а од 7. марта 2023. године НАТО има 32 чланице. Дванаест држава је основало НАТО: Белгија, Данска, Исланд, Италија, Канада, Луксембург, Норвешка, Португалија, Сједињене Америчке Државе, Уједињено Краљевство, Француска и Холандија. Грчка и Турска су 1952. године постале чланице Савеза, 1955. се придружила Западна Њемачка и 1982. Шпанија. Уједињењем Њемачке 1990. године, НАТО се проширио и на бившу Источну Њемачку. Између 1994. и 1997. године, шире се форуми за регионалну сарадњу између НАТО-а и околних држава, укључујући Партнерство за мир, Средоземни дијалог и Евроатлантски партнерски савјет. Три бивше чланице Варшавског пакта, Мађарска, Пољска и Чешка, позване су 1997. године да се придруже НАТО-у. Након овог четвртог проширења 1999, Вилњуска група балтичких и неколико источноевропских држава основана у мају 2000. како би сарађивали и лобирали за даље чланство у НАТО-у. Седам чланица ове групе се Савезу придружило у петом проширењу 2004. године. Албанија и Хрватска су се придружиле у шестом проширењу НАТО-а 2009, Црна Гора 2017, у његовом седмом проширењу, а Северна Македонија 2020. године у осмом проширењу. Финска се придружила НАТО-у 2023, а Шведска 2024. године.

## Државе чланице по датуму приступања
| Датум                                                            | Држава               | Проширење | Напомена |
| ---------------------------------------------------------------- | -------------------- | --------- | --- |
| 4. април 1949. год.                                              | Белгија              | Оснивачи  | |
| 4. април 1949. год.                                              | Данска               | Оснивачи  | Чланство Данска у Натоу укључује Фарска Острва и Гренланд. |
| 4. април 1949. год.                                              | Исланд               | Оснивачи  | Исланд, једина чланица која нема своју стандардну војску, придружила се под условом да не мора успоставити војску. Међутим, њена стратешка позиција у Атлантском океану чини је непроцјењивим чланом. Има Обалску стражу и недавно је основала добровољне мировне снаге, трениране у Норвешкој за Нато. |
| 4. април 1949. год.                                              | Италија              | Оснивачи  | |
| 4. април 1949. год.                                              | Канада               | Оснивачи  | |
| 4. април 1949. год.                                              | Луксембург           | Оснивачи  | |
| 4. април 1949. год.                                              | Норвешка             | Оснивачи  | |
| 4. април 1949. год.                                              | Португалија          | Оснивачи  | |
| 4. април 1949. год.                                              | Сједињене Државе     | Оснивачи  | |
| 4. април 1949. год.                                              | Уједињено Краљевство | Оснивачи  | |
| 4. април 1949. год.                                              | Француска            | Оснивачи  | Француска се повукла из интегрисане војне команде 1966. како би оживјела независни одбрамбени систем, али се вратила у пуно чланство 3. априла 2009. |
| 4. април 1949. год.                                              | Холандија            | Оснивачи  | |
| 18. фебруар 1952. год.                                           | Грчка                | Прво      | Грчка је повукла своје снаге из војне командне структуре Натоа од 1974. до 1980. као резултат Грчко-турских тензија након Турске инвазије Кипра 1974. |
| 18. фебруар 1952. год.                                           | Турска               | Прво      | |
| 6. мај 1955. год.                                                | Њемачка              | Друго     | Позната као Западна Њемачка током прикључења; ујединила се са Саром 1957. и са територијом Берлина и Источном Њемачком 3. октобра 1990. Источна Њемачка је била чланица Варшавског пакта у периоду 1956–1990.                                                                                           |
| 30. мај 1982. год.                                               | Шпанија              | Треће     | |
| 12. март 1999. год.                                              | Мађарска             | Четврто   | Чланица Варшавског пакта у периоду 1955–1991. |
| 12. март 1999. год.                                              | Пољска               | Четврто   | Чланица Варшавског пакта у периоду 1955–1990. |
| 12. март 1999. год.                                              | Чешка                | Четврто   | Чланица Варшавског пакта у периоду 1955—1991. као дио Чехословачке. |
| 29. март 2004. год.                                              | Бугарска             | Пето      | Чланица Варшавског пакта у периоду 1955–1991. |
| 29. март 2004. год.                                              | Естонија             | Пето      | Чланица Варшавског пакта у периоду 1955—1991. као дио Совјетског Савеза. |
| 29. март 2004. год.                                              | Летонија             | Пето      | Чланица Варшавског пакта у периоду 1955—1991. као дио Совјетског Савеза. |
| 29. март 2004. год.                                              | Литванија            | Пето      | Чланица Варшавског пакта у периоду 1955—1990. као дио Совјетског Савеза. |
| 29. март 2004. год.                                              | Румунија             | Пето      | Чланица Варшавског пакта у периоду 1955—1991. |
| 29. март 2004. год.                                              | Словачка             | Пето      | Чланица Варшавског пакта у периоду 1955—1991. као дио Чехословачке. |
| 29. март 2004. год.                                              | Словенија            | Пето      | Претходно део Југославије у периоду 1945—1991. (Несврстани) |
| 1. април 2009. год.                                              | Албанија             | Шесто     | Чланица Варшавског пакта у периоду 1955—1968. |
| 1. април 2009. год.                                              | Хрватска             | Шесто     | Претходно део Југославије у периоду 1945—1991. (Несврстани) |
| 5. јун 2017. год.                                                | Црна Гора            | Седмо     | Претходно део Југославије у периоду 1945—1991. (Несврстани) |
| 27. март 2020. год.                                              | Северна Македонија   | Осмо      | Претходно део Југославије у периоду 1945—1991. (Несврстани) |
| 4. април 2023. год.                                              | Финска               | Девето    | Претходно војно неутрална земља |
| Шведска \|align=center\|Десето \|Претходно војно неутрална земља |                      |           | |

## Војно особље
| Држава               | Активно особље | Резервно особље | Укупно    |
| -------------------- | -------------- | --------------- | --------- |
| Албанија             | 8.500          | 5.000           | 13.500    |
| Белгија              | 24.500         | 100.500         | 125.000   |
| Бугарска             | 35.000         | 302.500         | 337.500   |
| Грчка                | 180.000        | 280.000         | 460.000   |
| Данска               | 20.003         | 63.000          | 78.000    |
| Естонија             | 6.425          | 60.000          | 63.209    |
| Исланд               | 210            | 170             | 380       |
| Италија              | 180.000        | 41.867          | 220.867   |
| Канада               | 68.000         | 27.000          | 95.000    |
| Летонија             | 6.000          | 11.000          | 17.000    |
| Литванија            | 15.839         | 4.550           | 20.389    |
| Луксембург           | 1.057          | 278             | 1.335     |
| Мађарска             | 29.700         | 8400            | 38.100    |
| Норвешка             | 26.200         | 56.200          | 82.400    |
| Њемачка              | 180.676        | 145.000         | 325.676   |
| Пољска               | 120.000        | 515.000         | 635.000   |
| Португалија          | 44.900         | 210.930         | 255.830   |
| Румунија             | 73.350         | 79.900          | 153.250   |
| Сједињене Државе     | 1.369.532      | 850.880         | 2.220.412 |
| Словачка             | 16.000         |                 | 16.000    |
| Словенија            | 7.300          | 1.500           | 8.801     |
| Турска               | 620.473        | 429.000         | 1.041.900 |
| Уједињено Краљевство | 205.851        | 181.720         | 387.571   |
| Француска            | 222.215        | 100.000         | 322.215   |
| Холандија            | 47.660         | 57.200          | 104.860   |
| Хрватска             | 18.000         | 180.000         | 198.000   |
| Чешка                | 21.057         | 2.359           | 23.416    |
| Шведска              | 24.400         | 32.900          | 57.300    |
| Шпанија              | 123.000        | 16.200          | 139.200   |
| НАТО                 | 3.585.000      | 3.745.000       | 7.330.000 |

## Војни издаци
| Држава | Становништво (2016 est.) | БДП (номиналан) (2015, US$ милиона) | Војни издаци (2015, US$ милиона) | Војни издаци (2016, % БДП) | Одбрамбени издаци, (2014, US$ по станов) | Примјењено на војску (2016) |
| --- | ------------------------ | ----------------------------------- | -------------------------------- | -------------------------- | ---------------------------------------- | --------------------------- |
| Албанија | 3.038.594                | 11.543                              | 155                              | 1.21                       | 42.2                                     | 7.000                       |
| Белгија | 11.409.077               | 454.687                             | 4.953                            | 0.85                       | 468                                      | 29.000                      |
| Бугарска | 7.144.653                | 48.957                              | 797                              | 1.35                       | 116                                      | 31.000                      |
| Грчка | 10.773.253               | 195.320                             | 6.104                            | 2.38                       | 479                                      | 106.000                     |
| Данска | 5.593.785                | 294.951                             | 4.130                            | 1.14                       | 796                                      | 16.000                      |
| Естонија | 1.258.545                | 22.704                              | 546                              | 2.16                       | 392                                      | 6.000                       |
| Исланд | 335.878                  | 16.718                              | 4.5                              | a                          | 14.2                                     | 0a                          |
| Италија | 62.007.540               | 1.815.757                           | 28.460                           | 1.11                       | 506                                      | 182.000                     |
| Канада | 35.362.905               | 1.552.386                           | 17.210                           | 0.99                       | 492                                      | 65.000                      |
| Летонија | 1.965.686                | 27.048                              | 341                              | 1.45                       | 150                                      | 5.000                       |
| Литванија | 2.854.235                | 41.267                              | 566                              | 1.49                       | 126                                      | 13.000                      |
| Луксембург | 582.291                  | 57.423                              | 362                              | 0.44                       | 594                                      | 900                         |
| Мађарска | 9.874.784                | 120.636                             | 1.225                            | 1.01                       | 118                                      | 18.000                      |
| Норвешка | 5.265.158                | 389.482                             | 7.377                            | 1.54                       | 1.328                                    | 20.000                      |
| Њемачка | 80.722.792               | 3.413.483                           | 47.046                           | 1.19                       | 562                                      | 180.000                     |
| Пољска | 38.523.261               | 474.893                             | 12.603                           | 2                          | 275                                      | 103.000                     |
| Португалија | 10.833.816               | 199.077                             | 4.380                            | 1.38                       | 396                                      | 31.000                      |
| Румунија | 21.599.736               | 177.315                             | 2.980                            | 1.48                       | 118                                      | 70.000                      |
| Сједињене Државе | 323.995.528              | 16.348.875                          | 595.472                          | 3.61                       | 1.891                                    | 1.305.000                   |
| Словачка | 5.445.802                | 86.629                              | 1.164                            | 1.16                       | 180                                      | 13.000                      |
| Словенија | 1.978.029                | 42.768                              | 489                              | 0.94                       | 233                                      | 7.000                       |
| Турска | 80.274.604               | 733.642                             | 17.669                           | 1.56                       | 298                                      | 411.000                     |
| Уједињено Краљевство | 64.430.428               | 2.849.345                           | 59.730                           | 2.21                       | 952                                      | 161.000                     |
| Француска | 66.836.154               | 2.421.560                           | 49.747                           | 1.78                       | 964                                      | 207.000b                    |
| Холандија | 17.016.967               | 738.419                             | 10.476                           | 1.17                       | 600                                      | 41.000                      |
| Хрватска | 4.313.707                | 48.850                              | 904                              | 1.23                       | 204                                      | 15.000                      |
| Чешка | 10.644.842               | 181.858                             | 2.099                            | 1.04                       | 189                                      | 22.000                      |
| Шведска | 10.536.338               |                                     |                                  |                            |                                          |                             |
| Шпанија | 48.563.476               | 1.199.715                           | 16.929                           | 0.91                       | 270                                      | 121.000                     |
| НАТО | 932.645.526              | 36.211.501                          | 904.913                          | 2.9                        | 934                                      | 3.515.000                   |
| Подаци о становништво из World FactbookБДП подаци из ММФ Подаци о издацима (осим Исланда) из Без података војних издатака , подаци о Исланду (2013) су из Статистике Исланда Подаци о војном особљу из Натоа a Исланд нема оружане снаге. b подаци из 2015. |                          |                                     |                                  |                            |                                          |                             |